# Nothoprocta cinerascens
El tinamú montaraz, inambú de monte, yuto de monte, o perdiz de monte (Nothoprocta cinerascens) es una especie de ave tinamiforme de la familia Tinamidae que se encuentra comúnmente en pastizales y zonas de arbustos secos en regiones subtropicales de Sudamérica.

## Subspecies
Posee 2 subspecies:
- N. cinerascens cinerascens, la subespecie típica, se encuentra en el sudeste de Bolivia, el noroeste de Paraguay, y el centro y norte de la Argentina.
- N. cinerascens parvimaculata, se encuentra en el noroeste de Argentina en el este de la Provincia de La Rioja.

## Descripción
El inamú montaraz mide aproximadamente 31.5 cm de alto y pesa 540 g.
Sus partes superiores son gris oliva a marrón con negro y prominente rayado con blanco. Su corona es de color negro, los lados de su cabeza y su garganta son de color blanco, su garganta es negro, su pecho es gris con manchas blancas, y su vientre es blanquecino. Sus patas son de color gris oscuro. La hembra es más grande y más oscura.

### Canto
La llamada es una serie de siete a diez silbidos claros.

## Hábitat y distribución
Esta especie es nativa del sudeste de Bolivia, noroeste de Paraguay y del noroeste y centro de Argentina.
Prefiere vivir en zonas húmedas de arbustos secos hasta 1000 m s. n. m., pero puede ser regularmente encontrada hasta los 2000 m s. n. m. y también en sabanas secas, pastizales secos, o pastizales que se inundan estacionalmente, y también en pastos y tierras agrícolas.

## Comportamiento

### Alimentación
Esta especie se alimenta de granos, hojas, bulbos, insectos, algunas frutas y animales pequeños.

### Reproducción
Los machos atraen de 2 a 4 hembras cada uno y supervisan la colocación de huevos en el nido, que suele ser escondido en el nido. Las hembras se dejan encontrar por otros machos y los machos incuban los huevos y crían los polluelos.